# San José del Palmar
San José del Palmar es un municipio colombiano ubicado en el departamento de Chocó.
La cabecera municipal está situada a una altitud de 1.100 m s. n. m., a los 4°54′ de latitud norte y 76°15′ de longitud oeste del meridiano de Greenwich. La extensión aproximada del municipio es de 947 km². Limita por el norte con el municipio de Condoto; al sur con los municipios de Sipí y Nóvita, por el este con los departamentos de Risaralda y Valle del Cauca; por el oeste con el municipio de Nóvita. Comparte con los departamentos limítrofes dos ecosistemas de gran importancia, el parque nacional Natural Tatamá y la Serranía de Los Paraguas.

## División Político-Administrativa
Además de su Cabecera municipal. San José del Palmar tiene bajo su jurisdicción los siguientes Centros poblados:
- Suramita
- Corcobado
- La Italia
- Valencia
- San Pedro Ingará
- La Albania
- Patios

## Historia
El territorio actual fue poblado inicialmente por el grupo indígena Embera Chamí, quienes aún tienen su representación en el municipio. Los primeros colones fueron antioqueños, caldenses y vallunos.
La población fue fundada por Esther Espinosa, Luis Ángel Colorado, Paulino Villegas, Norberto Uribe, Eliseo Flores, Marco Salazar y Pedro Monsalve en 1938 en los límites de los departamentos de Risaralda y Valle del Cauca.

## Geografía
Se encuentra situado al Sureste del Chocó, en los límites de los departamentos de Risaralda y Valle del Cauca. Conforma con los municipios de Itsmina, Tadó, Condoto, Nóvita, Sipí y Litoral de San Juan la Subregión del San Juan, equidistante de dos de los más importantes ríos del País, el San Juan y el Cauca. 
Comparte con los departamentos limítrofes dos ecosistemas de gran importancia, el parque nacional Natural Tatamá y la Serranía de Los Paraguas. La cabecera municipal está situada a una altitud de 1.100 m s. n. m., a los 4°54′ de latitud norte y 76°15′ de longitud oeste del meridiano de Greenwich y a una distancia de Santafé de Bogotá de 2°3′34″ al occidente del país. La extensión aproximada del municipio es de 947 km², lo cual es equivalente a la sexta parte del municipio de Quibdó y casi igual que la de los municipios de El Carmen de Atrato y Nóvita. El municipio limita por el norte con el municipio de Condoto; al sur con los municipios de Sipí y Nóvita, por el este con los departamentos de Risaralda y Valle del Cauca; por el oeste con el municipio de Nóvita.

### Ecosistemas
La parte nororiental del territorio de San José del Palmar está en jurisdicción del parque nacional Natural Tatamá. En los límites con el departamento del Valle se encuentra la Serranía de los Paraguas donde se localizan los bosques de niebla de Galápagos y el cerro Torrá. En los montes de niebla de Galápagos se encuentran numerosas bromelias, platanillos, uvas de monte, laureles, bambú, palmas de diferentes especies, el trompetero y el pino colombiano, estas dos últimas son especies que en la actualidad existen sólo en el norte de Sudamérica. 
Así mismo, son el hábitat del oso de anteojos, la comadreja colombiana y venados. En la zona del cerro Torrá, además del oso de anteojos, se encuentran el colibrí de cuello blanco y existen gran variedad de flores exóticas como orquídeas y bromelias. Además, hay una gran área de selva no intervenida. Estas dos zonas conforman con la del parque nacional Natural de Tatamá un corredor ecológico muy importante que conecta el andén pacífico con la zona andina.

### Clima
Las características generales del clima coincide aproximadamente con la posición media de la zona de convergencia intertropical (ecuador climático 5°N), situación que determina algunas características climatológicas: alto contenido de humedad del aire, lluvias abundantes por efecto de la convección dinámica y térmica de las masas de aire, distribución anual de la precipitación (régimen bimodal) en función del desplazamiento de la CIT y variaciones térmicas a lo largo del año (a nivel de las temperaturas medias mensuales) casi siempre inferiores a 2 °C . Las anteriores características definen para el área un clima ecuatorial. El municipio presenta varios pisos altitudinales con diferentes temperaturas y formaciones vegetales en función de la clasificación de Holdrige. La distribución de la precipitación dentro del año se caracteriza por un régimen bimodal, típico del clima ecuatorial, definido por la sucesión de cuatro periodos lluviosos así: dos periodos lluviosos y dos de menores lluvias, todos los meses del año superan los 200 mm, pero los dos máximo pluviométricos son bien diferenciables en mayo y en octubre-noviembre, con valores superiores a 400 mm. Los dos períodos de menores lluvias se centran en febrero y julio, época veraniega con precipitaciones suaves.

### Geomorfología
San José del Palmar es un territorio montañoso, conformado por una sucesión de elevaciones, pertenecientes a la Cordillera Occidental que forman gran cantidad de cañones y pocos valles estrechos y profundos. Su pendiente promedio es un 35%, ondulado a quebrado en el sector de Río Negro a Playa Rica, predominantemente quebrado en el Alto del Oso y Patios, y muy quebrado en lugares como Las Amarillas, Zabaleta y Galápagos. Las partes más bajas se encuentran hacia la cuenca del río Tamaná, allí decrece casi armónicamente el relieve. Las principales elevaciones del municipio son: hacia el norte, los cerros de Tamaná, con 4200 m y Tatamá con 3950 m; y hacia el suroccidente el cerro de Torrá, con 3670 m que forma parte de la Serranía de Los Paraguas. En el límite con el departamento del Valle se encuentran las estribaciones denominadas Galápagos que alcanzan una altura de hasta 3000 m.
El relieve (en sentido estructural) depende de los hechos antes expuestos, los que generaron pendientes siempre abruptas (en general mayores de 20°) y bloques levantados (Tatamá), además de los plutones que produjeron relieves altos y escarpados. En las dos vertientes de la cordillera, la red hidrográfica principal y en gran parte la secundaria, se adaptan a los ejes tectónicos. La red de drenaje, así instalada, se profundiza fácilmente siguiendo las zonas de fracturación acentuando el carácter escarpado del relieve y además facilitando su acción por la profunda meteorización del sustrato.

## Economía
De acuerdo al uso potencial del suelo se ha estimado en 8.700 ha los suelos aptos para la agricultura y ganadería extensivos; 5.270 ha para agricultura intensiva en laderas y pequeños valles conformados por los ríos; y 769 Ha para cultivos seleccionados como café cítricos y plátano. Los suelos del municipio pertenecen, todavía en gran parte, a la Reserva Forestal del Pacífico con algunas substracciones para colonización y reservas indígenas, aún en proceso de adjudicación (Copeg), siendo el principal uso actual del suelo con un 85% aproximadamente.
En la actualidad, existen 6.200 Ha dedicadas a pastos y 2.447 en cultivos de cacao, plátano, caña panelera, frutales, maíz y yuca, que corresponde a un 4% de suelos dedicados a la agricultura, el 4.5% en pastos y el 8% restante rastrojos (cañeros), el 90% de los suelos cultivados tiene problemas de degradación en mayor o menor escala. Los principales problemas que afectan el recurso están asociados a las actividades productivas del municipio. 
La expansión de las explotaciones agropecuarias hacia las zonas de vocación forestal y la tala contribuyen significativamente a acelerar procesos de erosión, generando graves problemas de deslizamientos que ponen en situación de riesgo a sus habitantes. Aun en condiciones naturales, sus suelos están expuestos a procesos erosivos por sus condiciones propias, la alta pluviosidad y el sustrato rocoso que los soporta. Esta situación se agudiza por el efecto de la falta de cobertura vegetal que cumple la función de amortiguar la alta precipitación y la pérdida del suelo, lo cual ocasiona derrumbes en masa.

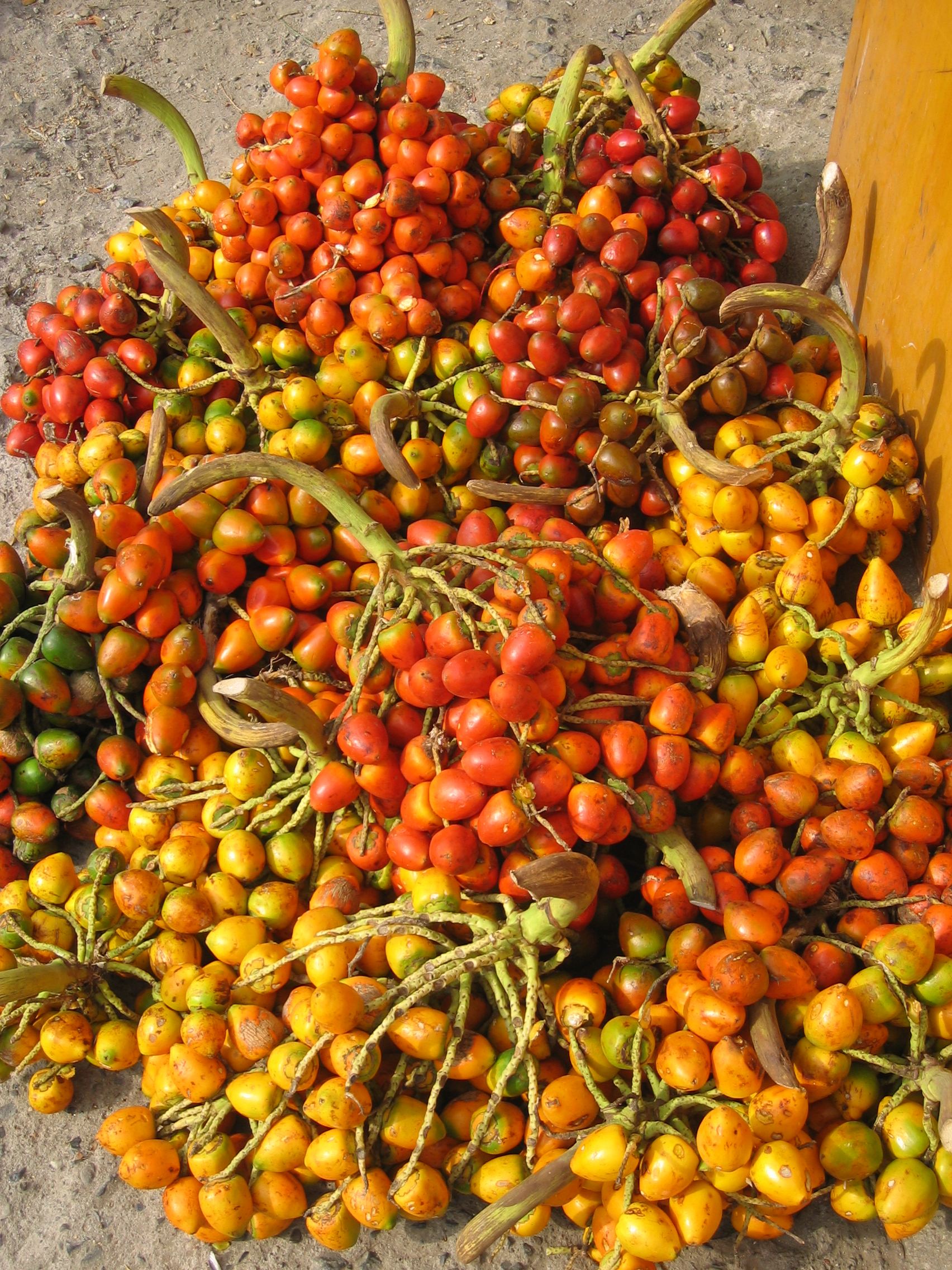
Chontaduro: Fruto tradicional palmareño

## Población
En el municipio de San José del Palmar se produjo un mestizaje de población: los primeros habitantes fueron indígenas del grupo Emberá Chamí; antes del proceso de colonización que dio origen a su fundación, ya existían a las orillas del río Ingará, en la localidad de Valencia, pobladores negros provenientes de la cuenca del río San Juan; y posteriormente se asentaron en el territorio colonos provenientes de otras regiones del país, principalmente de los departamentos de Antioquia, Valle del Cauca, el viejo Caldas y Tolima. De estos grupos de pobladores, el indígena es el que menor presencia tiene en la actualidad, debido fundamentalmente a la alteración de sus condiciones de vida a consecuencia de la presión del proceso mismo de poblamiento. En las veredas de Copeg, Suramita y Río Blanco se localizan los pocos descendientes de los aborígenes del municipio. 
Los otros grupos étnicos permanecen en el territorio y constituyen la mayoría de la población actual. Las difíciles condiciones de vida que tienen que afrontan los habitantes del municipio, por la carencia de actividades que generen recursos económicos, han llevado a que, en las últimas décadas, se produzca un decrecimiento en la población asentada en el área rural, la cual, en primera instancia, migra a la cabecera municipal, y posteriormente, abandona el municipio.
|         | %     |
| ------- | ----- |
| Hombres | 51,57 |
| Mujeres | 48,43 |